# Pink (canção)
"Pink" é o quadragésimo sétimo single da banda norte-americana Aerosmith.
É o quarto single do álbum Nine Lives.

## Prémios
A música ganhou um Grammy na categoria "Best Rock Performance by a Duo or Group with Vocal" e o videoclipe ganhou um MTV Video Music Awards na categoria "Best Rock Video" em 1998.

## Desempenho nas paradas musicais
| Ano  | Parada musical                              | Posição |
| ---- | ------------------------------------------- | ------- |
| 1997 | Estados Unidos - Hot Mainstream Rock Tracks | 1       |
| 1997 | Estados Unidos - Top 40 Mainstream          | 23      |